# Miss Universo 2017
Miss Universo 2017 foi a 66.ª edição do concurso Miss Universo, realizada em 26 de novembro de 2017 no The AXIS, no Planet Hollywood Resort and Casino, em Las Vegas, Nevada, nos Estados Unidos. Candidatas de 92 países e territórios competiram pelo título, superando o recorde anterior de 89 concorrentes em 2011 e 2012. No final do evento, a Miss Universo 2016, Iris Mittenaere, da França, coroou a sul-africana Demi-Leigh Nel-Peters como sua sucessora.
A noite final foi transmitida ao vivo pela FOX, com transmissão simultânea em espanhol pela Azteca América. O programa foi apresentado pela terceira vez por Steve Harvey, com os comentários de Ashley Graham nos bastidores e análise de Carson Kressley e Lu Sierra durante a transmissão. As atrações musicais da noite foram as cantoras estadunidenses Fergie e Rachel Platten.
Pela primeira vez na história do concurso as candidatas foram divididas em grupos continentais — Américas, Europa e África e Ásia-Pacífico, durante a competição preliminar que selecionou as 16 semifinalistas. Camboja, Nepal e Laos estrearam na competição, enquanto o Iraque voltou a participar da disputa após 45 anos. A última vez que o país participara do concurso foi em 1972, com  Wijdan Sulyman.
A vitória de Nel-Peters faz com que ela seja a segunda sul-africana na história a conquistar o título, 39 anos depois de Margaret Gardiner, em 1978, ano em que o concurso ocorreu no México. Esta também é a segunda vitória de uma africana desde 2011, quando Leila Lopes, da Angola, ganhou a competição.

## Processo de escolha da cidade-sede

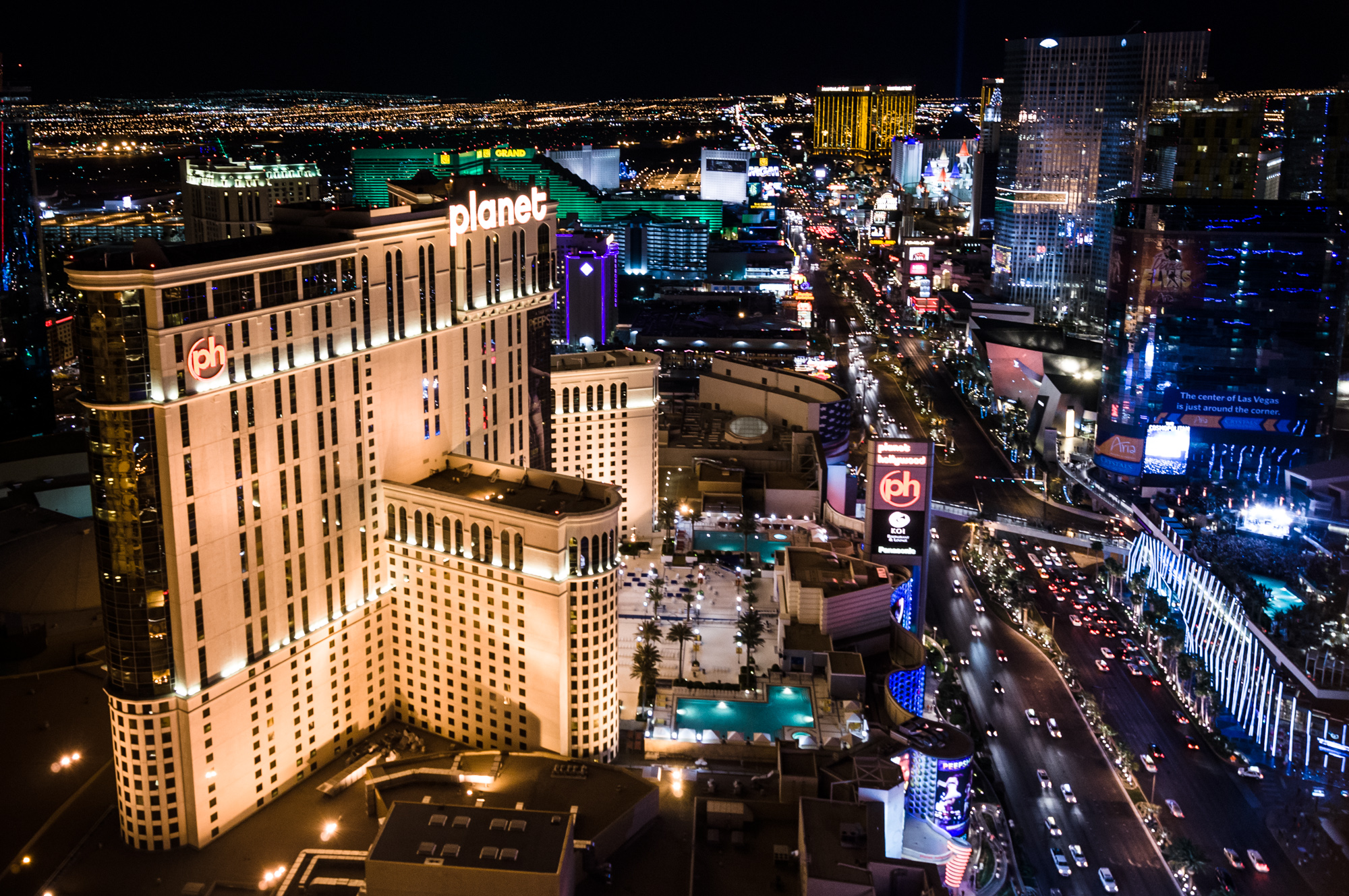
Planet Hollywood Resort and Casino: o local onde o concurso aconteceu.

Logo após o Miss Universo 2016, alguns meios de comunicação divulgaram rumores e especulações sobre a sede do próximo evento, sendo a mais concreta, até então, relacionada à Austrália. O empresário australiano Troy Barbagallo, franqueado do Miss Austrália, afirmou ao Herald Sun que havia apresentado uma proposta concreta à IMG e que existia grande interesse da Organização em realizar as duas próximas edições do concurso no país.
Por sua parte, em 25 de maio de 2017, o Departamento de Turismo das Filipinas divulgou que a Organização Miss Universo estava interessada em organizar o concurso novamente nas Filipinas. Entretanto, no dia 22 de junho o Departamento anunciou que o país não sediaria mais o concurso deste ano, mas que considerava a possibilidade da realização da próxima edição em vez disso.
Também em maio, representantes da Organização Miss Universo entraram em contato com Rick Fried — chefe do Departamento de Turismo do Havaí, para que Honolulu sediasse o evento. Contudo, em 26 de julho a Organização Miss Universo confirmou que o evento não ocorreria mais na ilha por causa da indisponibilidade do Neal S. Blaisdell Center, local onde o concurso iria acontecer, que além de apresentar problemas de infraestrutura, não conseguiria suportar a quantidade de equipamentos usados para a transmissão do concurso.
Em 7 de setembro de 2017, a diretora do Mexicana Universal e Miss Universo 1991, Lupita Jones, afirmou durante uma entrevista ao Telemundo que o concurso aconteceria no dia 26 de novembro em uma cidade dos Estados Unidos. No dia 28 de setembro de 2017, a Organização Miss Universo, via Instagram, anunciou oficialmente que o concurso seria realizado no dia 26 de novembro novamente no  The AXIS, dentro do Planet Hollywood Resort and Casino, em Las Vegas, nos Estados Unidos.

## Resultados
| Colocação               | Candidata                                                                                    | País/Território                                             |
| ----------------------- | -------------------------------------------------------------------------------------------- | ----------------------------------------------------------- |
| Miss Universo 2017      | Demi-Leigh Nel-Peters                                                                        | África do Sul                                               |
| 2.ª colocada            | Laura González                                                                               | Colômbia                                                    |
| 3.ª colocada            | Davina Bennett                                                                               | Jamaica                                                     |
| (TOP 05) Finalistas     | Maria Poonlertlarp Keysi Sayago                                                              | Tailândia · Venezuela                                       |
| (TOP 10) Semifinalistas | Monalysa Alcântara Lauren Howe Sofia del Prado Kára McCullough Rachel Peters                 | Brasil · Canadá · Espanha · Estados Unidos · Filipinas      |
| (TOP 16) Semifinalistas | Roxette Qiu Shanaelle Petty Ruth Quarshie Anna Burdzy Cailín Áine Ní Toibín Christina Peiris | China · Croácia · Gana · Grã-Bretanha · Irlanda · Sri Lanka |

## Forma de disputa

### Final
A final foi transmitida ao vivo para mais de 190 países e territórios do The AXIS, em Las Vegas, no dia 26 de novembro de 2017. Foi apresentada pelo comediante Steve Harvey, juntamente com a modelo Ashley Graham, que cobriu os bastidores, além dos comentários de Carson Kressley e Lu Sierra durante a transmissão.   
As 16 semifinalistas foram conhecidas ao longo da noite final. Este grupo foi formado da seguinte forma: 
- o júri preliminar escolheu as candidatas que mais se destacaram nas três áreas da competição preliminar (traje de banho, traje de gala e entrevista), concedendo doze lugares para a noite final. Essas concorrentes foram distribuídas por regiões continentais (Américas, Europa e um grupo combinado de África e Ásia-Pacífico), sendo que cada grupo foi formado por quatro candidatas;

- a Organização Miss Universo reservou quatro "wildcards" para as candidatas que, no seu entendimento, tiveram um bom desempenho durante as atividades do concurso e eram uma boa opção para seguir na disputa. Essas quatro candidatas foram selecionadas independentemente da região continental de onde vieram.

Depois de anunciadas, as 16 semifinalistas foram, então, novamente avaliadas por uma outra banca de jurados e pelo público, que pôde votar na sua candidata preferida por meio dos smartphones. O restante do show desenvolveu-se da seguinte maneira: 
- as 16 selecionadas desfilaram em uma nova rodada em traje de banho (escolhidos pessoalmente por cada uma delas), e seis candidatas foram eliminadas;
- as dez que continuaram na disputa desfilaram em traje de gala (também escolhidos por elas mesmas), e outras cinco candidatas foram eliminadas do concurso;
- as cinco restantes foram submetidas a uma pergunta eliminatória sobre diversos temas atuais, e mais duas concorrentes deixaram a competição;
- as três finalistas foram novamente submetidas a uma última rodada de perguntas, desta vez igual para todas, e posteriormente desfilaram pela última vez no chamado Final Look, e os jurados, juntamente com o público votante, consideraram a impressão geral deixada por cada uma das finalistas para votar e definir as posições finais de cada candidata.

#### Jurados
- Wendy Fitzwilliam — empresária, modelo e Miss Universo 1998;
- Jay Manuel — diretor criativo do programa America's Next Top Model;
- Ross Mathews — jurado do programa RuPaul's Drag Race;
- Megan Olivi — correspondente da FOX Sports em Las Vegas;
- Lele Pons — multimídia venezuelana;
- Pia Wurtzbach — atriz, modelo e Miss Universo 2015;
- Farouk Shami — fundador da Farouk Systems.

### Preliminar
No dia 20 de novembro, todas as candidatas competiram em trajes de gala (escolhidos pessoalmente por cada uma delas e concebidos pelos estilistas designados pelas coordenações nacionais) e em trajes de banho (também escolhidos por elas mesmas) durante a competição preliminar (chamado pela Organização de Presentation Show). Dois dias antes, elas haviam sido entrevistadas individualmente (e de forma reservada) por cada um dos jurados preliminares. Nessa etapa foram definidas parte das dezesseis semifinalistas.

#### Jurados
- Cecilio Asuncion — diretor e fundador da Slay Models;[15]
- Morgan Deane — diretora de marketing do Grupo TAO;
- Wendy Fitzwilliam — empresária, modelo e Miss Universo 1998;
- Isabelle Lindblom — modelo da IMG Models;
- Megan Olivi — correspondente da FOX Sports em Las Vegas;
- Bill Pereira — presidente da IDT Telecom.

### Prêmios especiais

#### Miss Simpatia
A candidata que ganhou o prêmio de Miss Simpatia foi escolhida pelas suas próprias colegas, que votaram em segredo para a participante mais simpática, carismática e inspiradora. Nesta edição houve um empate.
- Vencedoras:  Egito — Farah Sedky,  Panamá — Laura de Sanctis.[16]

#### Miss Fotogenia
Em 18 de novembro, no mezanino do Planet Hollywood Resort and Casino, cada uma das candidatas do Miss Universo 2017 se apresentou perante os juízes preliminares portando um traje típico de seu país. O prêmio foi para a candidata que, de acordo com a Organização Miss Universo, esteve melhor caracterizada.
- Vencedora:  Indonésia — Bunga Jelitha Ibrani.[17]

#### Melhor Traje Típico
Em 18 de novembro, no mezanino do Planet Hollywood Resort and Casino, cada uma das candidatas do Miss Universo 2017 se apresentou perante os juízes preliminares portando um traje típico de seu país. O prêmio foi para a candidata que, de acordo com a Organização Miss Universo, esteve melhor caracterizada.
- Vencedora:  Japão — Momoko Abe.[17]

## Programação musical
- Abertura: "Despacito", de Luis Fonsi com Daddy Yankee (Américas), "Castle on the Hill", de Ed Sheeran (Europa), "Wavin' Flag", de K'naan (África e Ásia-Pacífico);
- Competição em traje de banho: "Instruction", de Jax Jones com Demi Lovato e Stleffon Don;
- Competição em traje de gala: "A Little Work", de Fergie (performance ao vivo);
- Final Look: "Broken Glass", de Rachel Platten (performance ao vivo).

## Candidatas

### Lista
92 candidatas competiram pelo título. A vencedora do concurso está em negrito.
| País/Território          | Candidata                  | Altura | Cidade natal        | Grupo continental      |
| ------------------------ | -------------------------- | ------ | ------------------- | ---------------------- |
| África do Sul            | Demi-Leigh Nel-Peters      | 1,70 m | Sedgefield          | África e Ásia-Pacífico |
| Albânia                  | Blerta Leka                | 1,70 m | Tirana              | Europa                 |
| Alemanha                 | Sophia Koch                | 1,70 m | Halle               | Europa                 |
| Angola                   | Lauriela Martins           | 1,78 m | Cabinda             | África e Ásia-Pacífico |
| Argentina                | Stefanía Incandela         | 1,80 m | Buenos Aires        | Américas               |
| Aruba                    | Alina Mansur               | 1,70 m | Malmok              | Américas               |
| Austrália                | Olivia Rogers              | 1,75 m | Adelaide            | África e Ásia-Pacífico |
| Áustria                  | Celine Schrenk             | 1,70 m | Gänserndorf         | Europa                 |
| Bahamas                  | Yasmine Cooke              | 1,78 m | Nassau              | Américas               |
| Barbados                 | Lesley Chapman-Andrews     | 1,75 m | Bridgetown          | Américas               |
| Bélgica                  | Liesbeth Claus             | 1,73 m | Assenede            | Europa                 |
| Bolívia                  | Gleisy Noguer Hassen       | 1,93 m | Cobija              | Américas               |
| Brasil                   | Monalysa Alcântara         | 1,73 m | Teresina            | Américas               |
| Bulgária                 | Nikoleta Todorova          | 1,73 m | Vratsa              | Europa                 |
| Camboja                  | By Sotheary                | 1,73 m | Phnom Penh          | África e Ásia-Pacífico |
| Canadá                   | Lauren Howe                | 1,75 m | Toronto             | Américas               |
| Cazaquistão              | Kamila Assilova            | 1,75 m | Almaty              | África e Ásia-Pacífico |
| Chile                    | Natividad Leiva            | 1,80 m | Santiago            | Américas               |
| China                    | Roxette Qiu                | 1,75 m | Chengdu             | África e Ásia-Pacífico |
| Colômbia                 | Laura González             | 1,80 m | Cartagena           | Américas               |
| Coreia do Sul            | Cho SeWhee                 | 1,70 m | Seul                | África e Ásia-Pacífico |
| Costa Rica               | Elena Correa               | 1,85 m | Heredia             | Américas               |
| Croácia                  | Shanaelle Petty            | 1,85 m | Slavonski Brod      | Europa                 |
| Curaçau                  | Nashaira Balentien         | 1,75 m | Willemstad          | Américas               |
| Egito                    | Farah Sedky                | 1,73 m | Cairo               | África e Ásia-Pacífico |
| El Salvador              | Alisson Abarca             | 1,65 m | San Salvador        | Américas               |
| Equador                  | Daniela Cepeda             | 1,73 m | Guayaquil           | Américas               |
| Eslovênia                | Emina Ekić                 | 1,80 m | Ptuj                | Europa                 |
| Espanha                  | Sofia del Prado            | 1,80 m | Albacete            | Europa                 |
| Estados Unidos           | Kára McCullough            | 1,78 m | Washington, D.C.    | Américas               |
| Etiópia                  | Akinahome Zergaw           | 1,75 m | Adis Abeba          | África e Ásia-Pacífico |
| Filipinas                | Rachel Peters              | 1,73 m | Canaman             | África e Ásia-Pacífico |
| Finlândia                | Michaela Söderholm         | 1,75 m | Helsinque           | Europa                 |
| França                   | Alicia Aylies              | 1,78 m | Paris               | Europa                 |
| Gana                     | Ruth Quarshie              | 1,80 m | Ajumako             | África e Ásia-Pacífico |
| Geórgia                  | Mariam Gogodze             | 1,78 m | Rustavi             | Europa                 |
| Grã-Bretanha             | Anna Burdzy                | 1,75 m | Leicester           | Europa                 |
| Guam                     | Myana Welsh                | 1,78 m | Tamuning            | África e Ásia-Pacífico |
| Guatemala                | Isel Suñiga                | 1,73 m | Ayutla              | Américas               |
| Guiana                   | Rafieya Husain             | 1,70 m | Anna Regina         | África e Ásia-Pacífico |
| Haiti                    | Cassandra Chery            | 1,73 m | Porto Príncipe      | Américas               |
| Honduras                 | April Tobie                | 1,83 m | Roatán              | Américas               |
| Ilhas Caimã              | Anika Conolly              | 1,73 m | West Bay            | Américas               |
| Ilhas Virgens Americanas | Esonica Veira              | 1,73 m | Charlotte Amalie    | Américas               |
| Ilhas Virgens Britânicas | Khephra Sylvester          | 1,68 m | Tortola             | Américas               |
| Índia                    | Shraddha Shashidhar        | 1,70 m | Chennai             | África e Ásia-Pacífico |
| Indonésia                | Bunga Jelitha              | 1,80 m | Jacarta             | África e Ásia-Pacífico |
| Iraque                   | Sarah Idan                 | 1,70 m | Bagdá               | África e Ásia-Pacífico |
| Irlanda                  | Cailín Áine Ní Toibín      | 1,75 m | Cobh                | Europa                 |
| Islândia                 | Arna Ýr Jónsdóttir         | 1,73 m | Kópavogur           | Europa                 |
| Israel                   | Adar Gandelsman            | 1,70 m | Ashkelon            | África e Ásia-Pacífico |
| Itália                   | Maria Polverino            | 1,75 m | Nápoles             | Europa                 |
| Jamaica                  | Davina Bennett             | 1,78 m | Clarendon           | Américas               |
| Japão                    | Momoko Abe                 | 1,75 m | Chiba               | África e Ásia-Pacífico |
| Laos                     | Souphaphone Somvichith     | 1,70 m | Vientiane           | África e Ásia-Pacífico |
| Líbano                   | Jana Sader                 | 1,78 m | Sídon               | África e Ásia-Pacífico |
| Malásia                  | Samantha James             | 1,70 m | Kuala Lumpur        | África e Ásia-Pacífico |
| Malta                    | Tiffany Pisani             | 1,75 m | Attard              | Europa                 |
| Ilhas Maurícias          | Angie Callychurn           | 1,80 m | Curepipe            | África e Ásia-Pacífico |
| México                   | Denisse Franco             | 1,78 m | Culiacán            | Américas               |
| Myanmar                  | Zun Thansin                | 1,78 m | Yangon              | África e Ásia-Pacífico |
| Namíbia                  | Suné January               | 1,75 m | Rehoboth            | África e Ásia-Pacífico |
| Nepal                    | Nagma Shrestha             | 1,80 m | Katmandu            | África e Ásia-Pacífico |
| Nicarágua                | Berenice Quezada           | 1,73 m | El Rama             | Américas               |
| Nigéria                  | Stephanie Agbasi           | 1,78 m | Neni                | África e Ásia-Pacífico |
| Noruega                  | Kaja Kojan                 | 1,68 m | Kongsvinger         | Europa                 |
| Nova Zelândia            | Harlem-Cruz Atarangi Ihaia | 1,78 m | Napier              | África e Ásia-Pacífico |
| Países Baixos            | Nicky Opheij               | 1,80 m | Handel              | Europa                 |
| Panamá                   | Laura de Sanctis           | 1,83 m | Cidade do Panamá    | Américas               |
| Paraguai                 | Ariela Machado             | 1,80 m | Assunção            | Américas               |
| Peru                     | Prissila Howard            | 1,73 m | Piura               | Américas               |
| Polónia                  | Katarzyna Włodarek         | 1,52 m | Breslávia           | Europa                 |
| Porto Rico               | Danna Hernández            | 1,75 m | San Juan            | Américas               |
| Portugal                 | Matilde Lima               | 1,75 m | Setúbal             | Europa                 |
| Chéquia                  | Michaela Habáňová          | 1,75 m | Zlín                | Europa                 |
| República Dominicana     | Carmen Muñoz               | 1,75 m | Licey al Medio      | Américas               |
| República Eslovaca       | Vanessa Bottánová          | 1,75 m | Bratislava          | Europa                 |
| Roménia                  | Ioana Mihalache            | 1,83 m | Constanța           | Europa                 |
| Rússia                   | Kseniya Alexandrova        | 1,78 m | Moscou              | Europa                 |
| Santa Lúcia              | Louise Victor              | 1,80 m | Micoud              | Américas               |
| Singapura                | Manuela Bruntraeger        | 1,70 m | Cidade de Singapura | África e Ásia-Pacífico |
| Sri Lanka                | Christina Peiris           | 1,75 m | Colombo             | África e Ásia-Pacífico |
| Suécia                   | Frida Fornander            | 1,78 m | Gotemburgo          | Europa                 |
| Tailândia                | Maria Poonlertlarp         | 1,83 m | Banguecoque         | África e Ásia-Pacífico |
| Tanzânia                 | Lilian Ericaah             | 1,73 m | Dar es Salaam       | África e Ásia-Pacífico |
| Trinidad e Tobago        | Yvonne Clarke              | 1,70 m | San Fernando        | Américas               |
| Turquia                  | Pinar Tartan               | 1,83 m | İzmir               | Europa                 |
| Ucrânia                  | Yana Krasnikova            | 1,68 m | Kiev                | Europa                 |
| Uruguai                  | Marisol Acosta             | 1,80 m | Canelones           | Américas               |
| Venezuela                | Keysi Sayago               | 1,75 m | Caracas             | Américas               |
| Vietname                 | Loan Nguyen                | 1,75 m | Thái Bình           | África e Ásia-Pacífico |
| Zâmbia                   | Isabel Chikoti             | 1,65 m | Chingola            | África e Ásia-Pacífico |

### Observações

#### Indicações
- Argentina — Stefanía Incandela foi indicada Miss Universo Argentina 2017 após um casting organizado pela Endemol Argentina e pela TNT América Latina, as novas donas do Miss Argentina;
- Aruba — Alina Mansur foi anunciada como Miss Universo Aruba 2017 depois de ser selecionada em um evento promovido pela Star Promotion Foundation, a titular da franquia Miss Universo Aruba;
- Costa Rica — Elena Correa foi designada para representar o seu país depois que o Miss Costa Rica foi adiado devido à complicações no cronograma do concurso;
- Curaçau — Nashaira Balentien foi eleita Miss Universo Curaçao 2017 após a edição deste ano não ser realizada por falta de patrocínio;
- Geórgia — Mariam Gogodze foi aclamada para representar a Geórgia pela IC Model Management, depois que o Miss Universo Geórgia não foi realizado por motivos desconhecidos;
- Líbano — Jana Sader foi nomeada para representar o Líbano pela MTV Lebanon, a nova dona da franquia Miss Universo Líbano;
- Ilhas Maurícias — Angie Callychurn foi indicada Miss Universo Maurício 2017 depois que as concorrentes do concurso Estrella Mauritius 2017 foram avaliadas por meio de um casting;
- Nepal — Nagma Shrestha foi nomeada Miss Universo Nepal 2017 por Sunder Lal Kakshapati, diretor nacional do concurso Miss Nepal, depois que este adquiriu a franquia Miss Universo Nepal;
- Peru — Prissila Howard foi designada Miss Peru 2017 por Jessica Newton, diretora nacional do Miss Peru, após a edição deste ano ser adiada para o final de outubro;
- Polónia — Katarzyna Włodarek foi indicada Miss Universo Polônia 2017 depois que a edição deste ano foi adiada para o final de novembro, depois do Miss Universo;
- Sri Lanka — Christina Peiris foi nomeada Miss Universo Sri Lanka 2017 após um casting organizado por Rosita Wickramasinghe, diretora nacional do Miss Universo Sri Lanka;
- Uruguai — Marisol Acosta foi indicada Miss Universo Uruguai 2017 pela Escola de Modelos y Actitud Agency e pela TNT América Latina, após a edição deste ano do concurso não ser realizada por motivos desconhecidos;
- Vietname — Loan Nguyen foi indicada para representar o seu país nesta edição do Miss Universo após a data do Miss Vietnã estar em conflito com a data do Miss Universo.

#### Substituições
- Bélgica — Liesbeth Claus foi indicada Miss Universo Bélgica 2017 como a substituta de Romanie Schotte, Miss Bélgica 2017, que escolheu competir no Miss Mundo 2017 em vez do Miss Universo devido à proximidade de datas dos dois concursos;
- Bulgária — A vencedora do Miss Bulgária 2017, Mira Simeonova foi substituída por não ter a idade mínima necessária para competir no Miss Universo. Nikoleta Todorova, 3ª colocada no Miss Universo Bulgária 2017, assumiu o título;
- Iraque — Sarah Idan foi nomeada Miss Universo Iraque 2017 depois do descobrimento de que a real vencedora do concurso, Vian Sulaimani, era casada;
- Rússia — Kseniya Alexandrova foi indicada como  Miss Universo Rússia 2017 pela organização do concurso substituíndo Polina Popova, vencedora do Miss Rússia 2017, que escolheu competir no Miss Mundo 2017 em vez do Miss Universo devido ao choque de datas entre os dois concursos. Alexandrova era a suplente de Popova,pois terminou o Miss Rússia na 2ª colocação;
- Turquia — A organização do Miss Turquia destronou a vencedora original, Itır Esen, após um tweet polêmico de Esen sobre a tentativa de golpe do Estado turco de 2016. Aslı Sümen, que seria a representante da Turquia no Miss Universo 2017, foi enviada para o Miss Mundo 2017, enquanto Pınar Tartan substituiu Itır.

#### Estreias
- Camboja,  Laos e  Nepal.

#### Retornos
Competiu pela última vez em Dorado 1972:
- Iraque.

Competiu pela última vez em Las Vegas 2010:
- Zâmbia.

Competiram pela última vez em Doral 2014:
- Egito,  Etiópia,  Santa Lúcia e  Trinidad e Tobago.

Competiram pela última vez em Las Vegas 2015:
- El Salvador,  Gana,  Irlanda e  Líbano.

#### Desistências
- Belize,  Dinamarca,  Hungria,  Kosovo,  Quênia e  Suíça : nenhum concurso nacional foi realizado;
- Serra Leoa: Adama Kargbo não conseguiu o visto para viajar para os Estados Unidos a tempo de competir e, portanto, foi forçada a se retirar.[42]

#### Histórico
Candidatas que já competiram em outros concursos de beleza:
| Asia New Star Model - 2014: Myanmar — Zun Thansin Guess Girl Southeast Asia - 2015: Indonésia — Bunga Jelitha (vencedora) Miss América Latina - 2012: Costa Rica — Elena Correa Miss Bikini International - 2011: Costa Rica — Elena Correa Miss Carnival Queen International - 2010: Aruba — Alina Mansur (vencedora) Miss Eco International - 2016: Nepal — Nagma Shrestha (Melhor Vídeo de Turismo) Miss Grand International - 2016: Islândia — Arna Ýr Jónsdóttir (desistiu) - 2016: Peru — Prissila Howard (Top 10) - 2016: Roménia — Ioana Mihalache - 2016: Vietname — Loan Nguyen (Top 20) Miss Internacional - 2013: República Dominicana — Carmen Muñoz Miss Model of the World - 2011: Costa Rica — Elena Correa - 2012: Nicarágua — Quezada Berenice (Top 7) - 2015: Polónia — Katarzyna Włodarek Miss Mundo - 2011: Ilhas Virgens Americanas — Esonica Veira (Top 15) - 2014: Guiana — Rafieya Husain (Top 11) - 2014: Vietname — Loan Nguyen (Top 25) - 2015: Islândia — Arna Ýr Jonsdóttir Miss Mundo Universitária - 2016: Nepal — Nagma Shrestha (4.ª colocada) Miss Panamerican International - 2013: Nicarágua — Berenice Quezada (Top 5) Miss Princess of the World - 2014: Nicarágua — Berenice Quezada (Top 7) Miss Teen America - 2013: Porto Rico — Danna Hernández (Top 7) Miss Teen del Pacífico - 2010: Peru — Prissila Howard (vencedora) Miss Teen Earth International - 2015: Equador — Daniela Cepeda (vencedora) Miss Teen World - 2012: Canadá — Lauren Howe (5.ª colocada) Miss Terra - 2012: Nepal — Nagma Shrestha (Top 8) - 2013: Roménia — Ioana Mihalache - 2014: Ilhas Virgens Americanas — Esonica Veira - 2014: Suécia — Frida Fornander - 2015: Chile — Natividad Leiva (Top 8) - 2016: Singapura — Manuela Bruntraeger Miss Southeast Asia - 2014: Camboja — By Sotheary Miss Supranational - 2013: Costa Rica — Elena Correa - 2013: Ilhas Virgens Americanas — Esonica Veira (5.ª colocada) - 2016: Ilhas Maurícias — Angie Callychurn (Top 25) Miss Tourism Queen of the Year International - 2011: Costa Rica — Elena Correa Rainha Hispano-Americana - 2015: Espanha — Sofia del Prado (vencedora) Rainha Internacional do Café - 2014: Argentina — Stefanía Incandela - 2014: República Dominicana — Carmen Muñoz Supermodel Internacional - 2011: Indonésia — Bunga Jelitha (vencedora) - 2015: Camboja — By Sotheary (3.ª colocada) |

#### Classificações
- Segunda vitória da África do Sul graças à coroação de Demi-Leigh Nel-Peters, 39 anos depois de Margaret Gardiner, em 1978.
- As Filipinas classificaram-se pelo oitavo ano consecutivo.
- O Brasil e os Estados Unidos classificaram-se pelo sétimo ano consecutivo.
- A Colômbia classificou-se pelo quarto ano consecutivo.
- A Tailândia classificou-se pelo terceiro ano consecutivo.
- O Canadá classificou-se pelo segundo ano consecutivo.
- O Sri Lanka retornou às semifinais desde a sua última classificação no concurso, em 1955, ainda como "Ceilão".
- A Gana voltou a estar entre as semifinalistas desde o Miss Universo 1999.
- A Irlanda voltou a estar entre as semifinalistas desde a sua última classificação no concurso, em 2010.
- A Croácia retornou à competição desde a sua última classificação no concurso, em 2012.
- A China e a Grã-Bretanha voltaram a se classificar no concurso desde 2013.
- A Espanha e a Jamaica voltaram a se classificar no concurso desde o Miss Universo 2014.
- A África do Sul e a Venezuela retornam às semifinais desde as suas últimas classificações em 2015.
- Nenhuma candidata da Oceania se classificou entre as semifinalistas.

## Polêmicas

### Selfie da Miss Iraque com a Miss Israel
Poucos dias antes da chegada das candidatas a Las Vegas, a representante do Iraque, Sarah Idan, publicou uma selfie com a Miss Israel no seu Instagram. A foto gerou uma onda de comentários, muitos deles negativos, já que o Iraque é um país que não reconhece o Israel e tecnicamente permanece em guerra com ele. Mais tarde, a Miss Israel disse que Sarah pediu-lhe para tirar uma foto, e ela aceitou, acrescentando que ela espera que haja paz entre as comunidades judaica e muçulmana, e que ela queria ajudar a espalhar a mensagem.

### Ameaças de morte à Miss Iraque
Depois que a representante iraquiana, Sarah Idan, desfilou em traje de banho durante a competição preliminar rompendo as barreiras ortodoxas de seu país, uma série de ameaças de morte foi gerada contra ela, bem como para sua família. Por essa razão, a família Idan foi obrigada a deixar a capital iraquiana depois que seus parentes também receberam tais ameaças. A família de Sarah vem da região mais conservadora do país, que inclui as províncias da Babil e Cadésia e que abriga dois dos lugares mais sagrados para os muçulmanos xiitas: Carbala e Najafe.
Por razões de segurança, a Organização Miss Universo decidiu cortar as cenas da aparição de Sarah em traje de banho durante a competição preliminar (que foi transmitida gravada), bem como retirar imagens similares da página oficial do concurso.

## Audiência
Nos Estados Unidos, a transmissão da FOX do Miss Universo 2017 atraiu 4,4 milhões de telespectadores e teve 1,1 de média, uma queda de 15% e 27% respectivamente em relação ao ano anterior, tendo assim a segunda pior audiência da história do concurso, ficando à frente apenas da edição de 2013, que teve 3,8 milhões de telespectadores e 0,9 de média, quando o evento foi exibido gravado em decorrência de problemas com o fuso horário russo.